# Alonso de Villarroel y Orozco
Alonso de Villarroel y Orozco   (Madrid - Madrid, octubre 1680) va ser un religiós agustí calçat castellà.
Natural de Madrid, va ser fill de Pedro de Villarroel i de María de Orozco, veïns de Madrid. Va seguir carrera eclesiàstica i es va decantar per prendre l'hàbit religiós dels agustins calçats al convent de San Felipe el Real, i hi va professar de mans del seu prior, fra Pedro de Malvenda, el 28 d'octubre de 1642. A banda de les seves tasques exercint els càrrecs de l'orde, alhora també va fer cursar estudis fins a graduar-se com a mestre. Va arribar ocupant el càrrec de provincial de l'orde a la província de Castella. Posteriorment va ser predicador del rei i, després, rector del Col·legi de María de Aragón, on va establir els estudis d'Arts el 1679, i d'aquesta manera iniciant, segons Lazcano, uns «estudis públics» amb dues càtedres de Teologia i tres de Filosofia. Va morir un any després d'haver establert els estudis, l'octubre de 1680.